# Pywycha
Der Pywycha (ukrainisch Пивиха, russisch Пивиха Piwicha) ist ein 169 m hoher Berg in der ukrainischen Oblast Poltawa. Der Berg ist ein geologisches und historisches Schutzgebiet.

## Geographische Lage
Der Pywycha liegt am südlichen Ortsrand der Ortschaft Hradysk am linken Ufer des zum Krementschuker Stausee angestauten Dnepr.

## Geschichte
Der Berg entstand in Folge eines hier befindlichen Gletschersystems während der Dnepr-Eiszeit (entspricht der Saale-Eiszeit im nördlichen Mitteleuropa). Im Berg finden sich Aufschlüsse blauen Mergels, einem seltenen silikatischen Tonbestandteil.
Seit dem 17. Jahrhundert befand sich auf dem Berg ein Kloster, das ein wichtiges religiöses und politisches Zentrum wurde und eine wichtige Rolle im Kampf gegen den Uniatismus spielte. Im Jahr 1786 wurde das Kloster geschlossen und säkularisiert.
Nach der Stauung des Dneprs zum Krementschuker Stausee im Jahr 1960, dessen Wellen bei Sturm eine Höhe von sieben Meten erreichen können, ist der Berg einer allmählichen Zerstörung ausgesetzt. Seit 1969 besitzt der Berg den Status eines lokalen Naturdenkmals. Die Fläche des Naturschutzgebietes beträgt 165,2 ha.

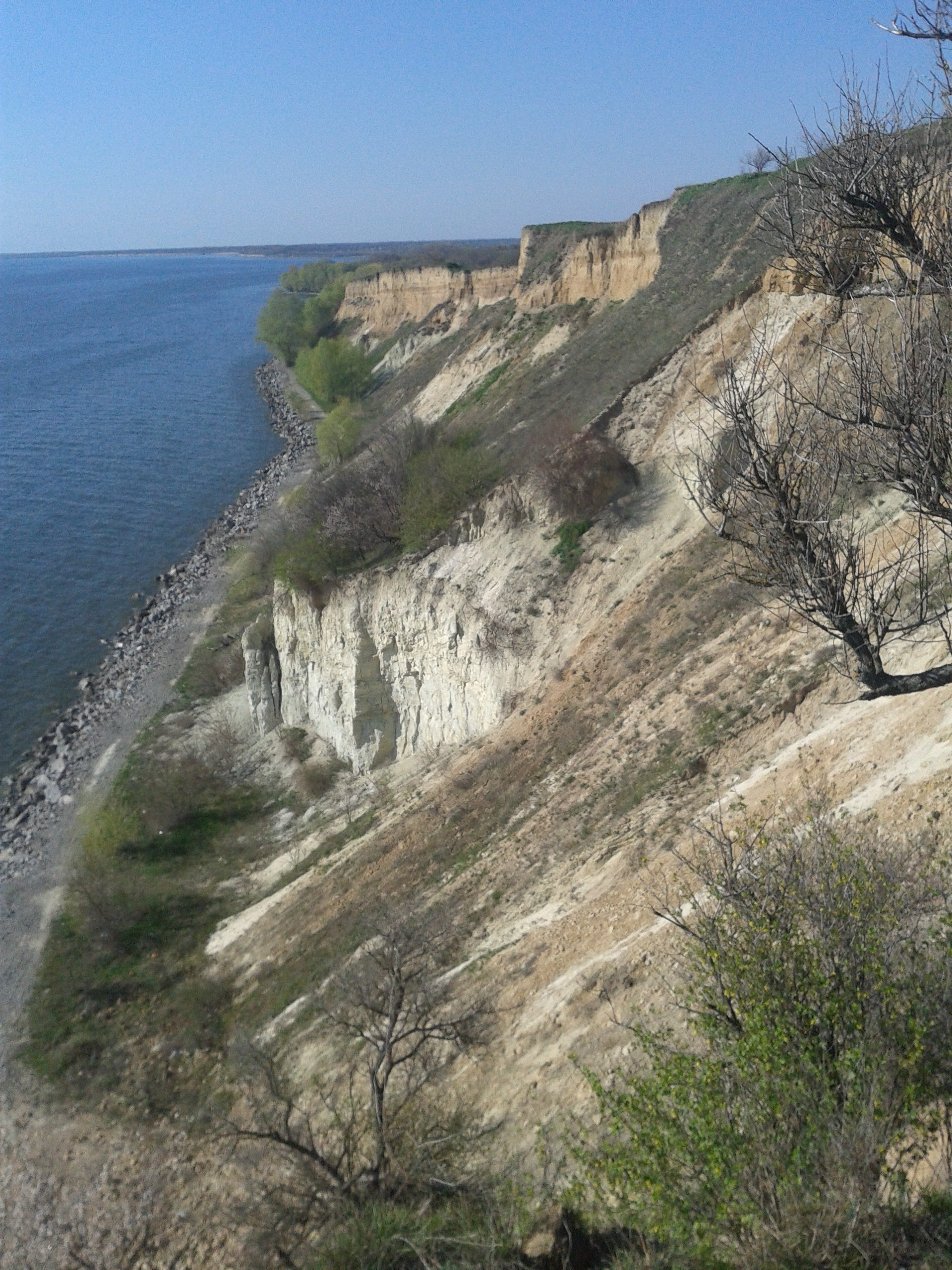
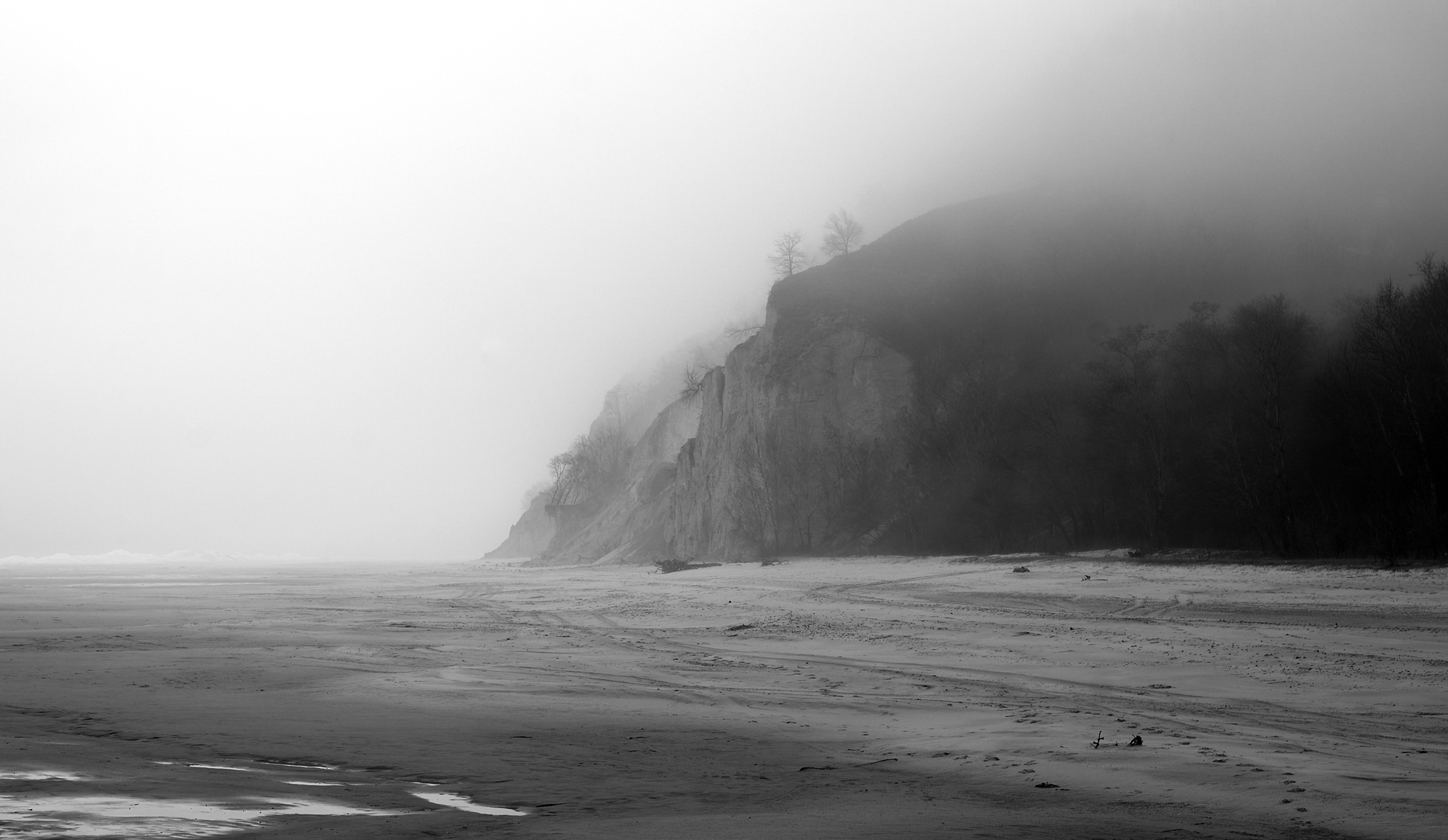
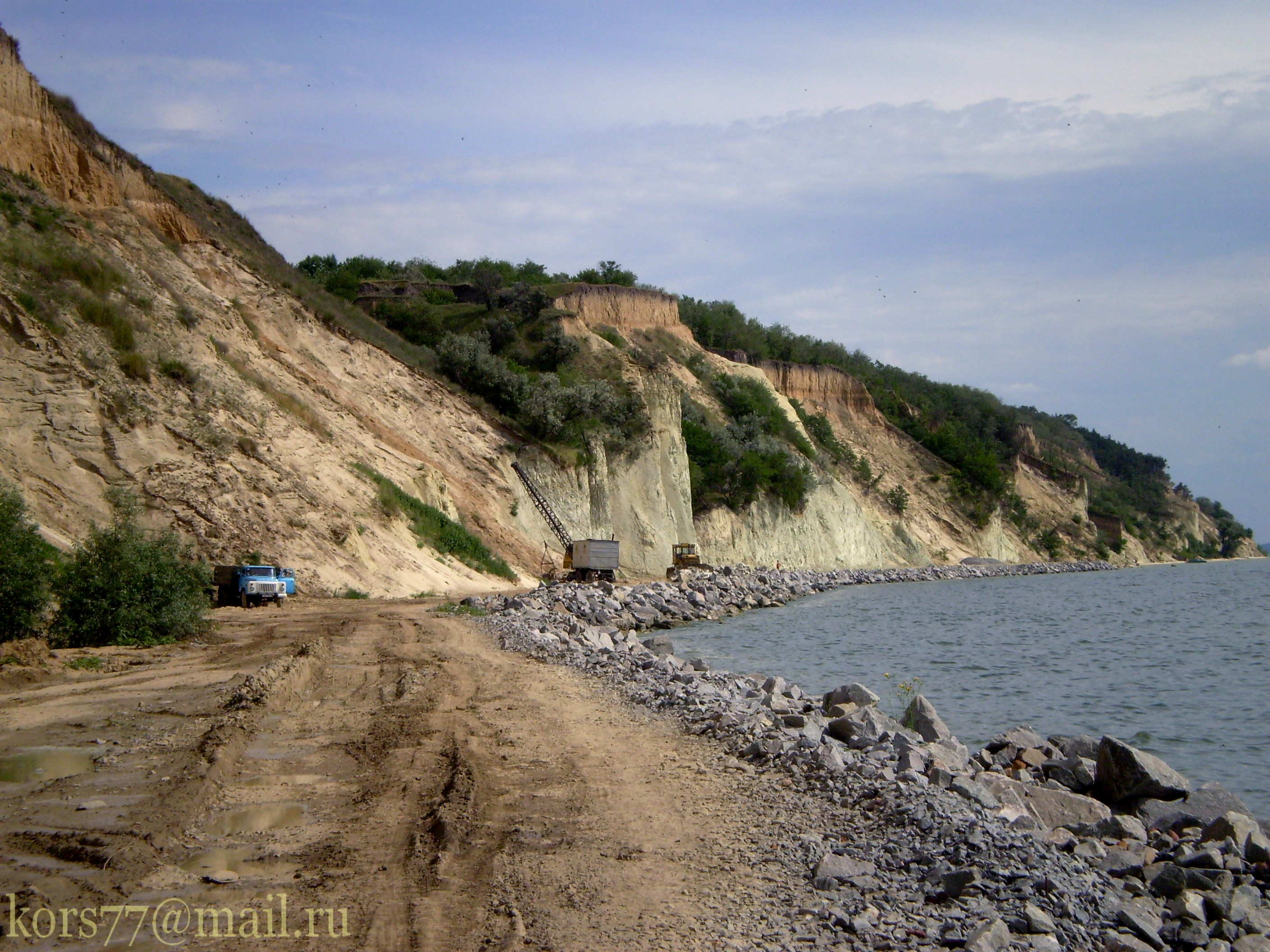